# Amparo Marco
Amparo Marco Gual (Castellón de la Plana, 8 de febrero de 1968) es una economista y política socialista española, alcaldesa de Castellón de la Plana de junio de 2015 a junio de 2023. Es Senadora por la provincia de Castellón desde agosto de 2023.

## Biografía

### Formación académica
Nacida en Castellón de la Plana, cursó estudios de secundaria en el Instituto Ribalta. Licenciada en Económicas por la Universidad de Valencia en 1992, se doctoró cum laude en 1998 en Administración y Dirección de Empresas por la Universidad Jaime I. Ha trabajado como profesora titular de Finanzas y Contabilidad en la Universidad Jaume I y ha escrito numerosos artículos en revistas especializadas.

### Carrera política
Militante del PSPV, fue secretaria de Industria y Comercio de la Ejecutiva Nacional entre 2004 y 2007, con Joan Ignasi Pla como secretario general. Ha sido elegida diputada por la provincia de Castellón entre 2003 y 2007 donde actuó como portavoz de Industria, Comercio y Turismo (2003-2004), de Empresa, Universidad y Ciencia (2004-2007), Nuevas Tecnologías y Sociedad de la Información (2003-2007) e Industria, Comercio e Innovación (2007-2011). 
Desde junio de 2011 es diputada en la Diputación de Castellón y concejal en el Ayuntamiento de Castellón, asumiendo la portavocía del Grupo Socialista entre 2011 y 2015. Tras ganar las primarias del PSPV a la alcaldía de Castellón, encabezó la lista de su partido en las elecciones municipales del 24 de mayo de 2015, obteniendo siete concejales, quedando su candidatura en segundo lugar tras los ocho concejales del PP, pero tras alcanzar un pacto con Compromís y con el voto a favor de Castelló en Moviment, fue proclamada alcaldesa de Castellón de la Plana el 15 de junio de 2015. 
Después de cuatro años al frente del consistorio castellonense, decide presentarse a la reelección. En las Elecciones municipales de España de 2019, el PSPV-PSOE, encabezado por Marco, consigue la victoria con el 35% de los votos y diez concejales, hecho que le facilitará mantener la alcaldía.

## Cargos desempeñados
- Diputada por la provincia de Castellón en las Cortes Valencianas (2003-2007)
- Concejal del Ayuntamiento de Castellón de la Plana (desde 2011)
- Diputada en la Diputación Provincial de Castellón (2011-2015)
- Portavoz del Grupo Socialista del Ayuntamiento de Castellón de la Plana (2011-2015)
- Alcaldesa de Castellón de la Plana (desde 2015)